# Vicente Bru
Vicente Bru (Valencia, 1682-1703) fue un pintor precoz y fallecido prematuramente según la información proporcionada por Antonio Palomino, quien pudo conocerlo personalmente y le llama Mosén Vicente Bru.
Según la biografía que le dedicó Palomino, seguida por Ceán Bermúdez y todos los que de él se han ocupado, inclinado a las letras desde la infancia, destacó en los estudios y completó los de teología con solo dieciocho años. Al mismo tiempo se inició «por su gusto» en el dibujo en casa de Juan Conchillos y aprendió solfeo y a tocar el arpa y la vihuela, «con tal felicidad, que verdaderamente parecía un monstruo de ingenio». Sus rápidos progresos en la pintura hicieron que fuese elegido para pintar tres de los altares del cuerpo de la iglesia de San Juan del Mercado, donde desde 1697 se encontraba Palomino pintando al fresco las bóvedas y el presbiterio destruidos en un incendio. 
Los cuadros de los altares, que llegó a ver Antonio Ponz y juzgó «apreciables», representaban el Bautismo de Cristo en el Jordán, Todos los Santos y San Francisco de Paula.
Murió el 22 de febrero de 1703, habiéndose ordenado de diácono, «y si hubiera vivido, no hay duda, que llegara a ser uno de los más lucidos ingenios de aquel reino en el arte de la Pintura». 